# Plaza del Congreso

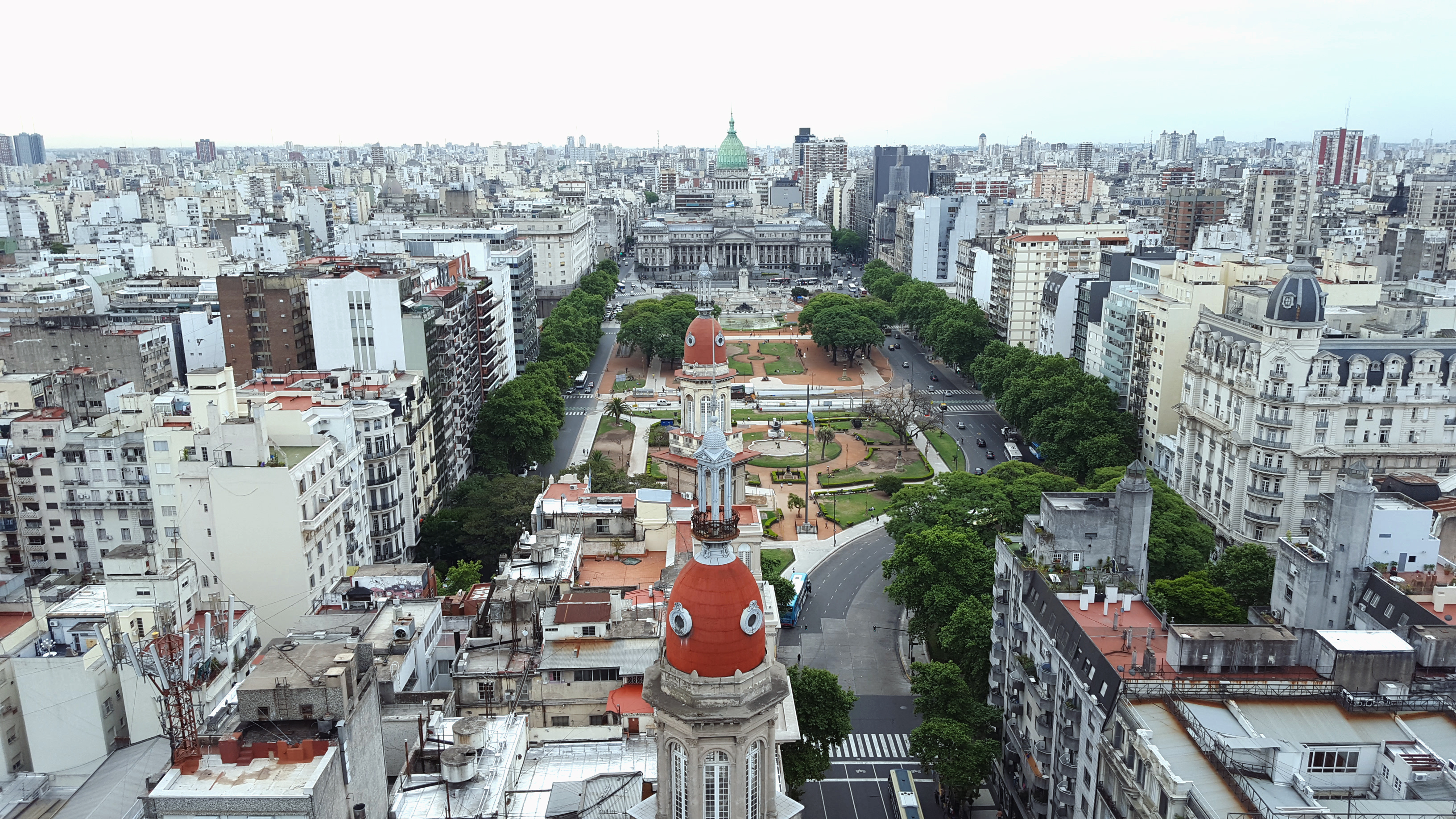
La plaza del Congreso vista desde el Palacio Barolo.

La plaza del Congreso es una plaza ubicada en la Ciudad de Buenos Aires, delimitada por la avenida Entre Ríos, y las calles Rivadavia, Hipólito Yrigoyen y Virrey Cevallos. Mal llamada plaza de los Dos Congresos, la confusión se debe a que el monumento que se halla en ella se llama De los Dos Congresos, en honor a la Asamblea del año XIII y al Congreso de Tucumán. 
Es parte de un conjunto de tres plazas ubicadas en la misma zona, junto a la Plaza Lorea y la Plaza Mariano Moreno. La construcción de estas plazas fue una creación urbanística en torno a los festejos del centenario de la Revolución de Mayo, y respondía al pensamiento higienista de fines del siglo XIX que acertadamente buscaba lugares ventilados y asoleados en las grandes ciudades.
Está ubicada en el barrio porteño de Montserrat.

## Historia

Disposición de las plazas: de este a oeste, la Plaza Lorea, la Plaza Mariano Moreno y la Plaza Congreso. Monumento a Mariano Moreno

### Plaza Lorea

El tanque de agua elevado en el Hueco de Lorea en 1871.

En 1782 Isidro Lorea compró una quinta de dos hectáreas, conocida como Hueco del Mercado de la Piedad, ubicada entre las calles Pazos (actualmente San José), Maderna (actualmente Virrey Cevallos), De las Torres -o de Los Reynos del Arriba -(actualmente Av. Rivadavia) y Del Cabildo (actualmente H. Yrigoyen), tal quinta se hallaba bordeando el sudeste del arroyo que entonces corría libremente y que era conocido como la parte alta o de nacientes del Zanjón de Matorras arroyo que nacía con un curso determinado aproximadamente en el entonces llamado Hueco de los Olivos (es decir, en terrenos que ahora están unas decenas de metros al sur y oeste del edificio del Palacio del Congreso). Isidro Lorea antes de morir junto a su esposa durante las Invasiones Inglesas en 1807, le donó al gobierno un terreno de 61 x 122 metros para que se construya una plaza que sirviera como parada de las carretas que provenían del Camino de las Tunas (actualmente Avenida Entre Ríos) y de la calle De Las Torres (como ya se indicó, la actual Avenida Rivadavia -se le llamaba popularmente entonces "De las Torres" porque sobre esa avenida, entonces camino elevado ya que recorría una cumbrera de aguas, se habían derrumbado las torres frontales de la Catedral Metropolitana de Buenos Aires-). Su única condición fue que esa plaza llevara su nombre, lo que fue concedido por el Virrey Rafael de Sobremonte en 1808.

Otra vista de la Plaza Lorea y el tanque de agua.

Hasta 1871 gran parte del área que corresponde a la plaza Lorea y la actual plaza Congreso estaba ocupada naturalmente por una somera lagunilla que formaba el arroyo de Matorras o "Tercero del Medio" a poca distancias de sus fuentes freáticas en el Hueco de los Olivos (actual lugar de emplazamiento del edificio del Congreso Nacional).
En las cercanías estaban instalados, entre otros, el Mercado Modelo (demolido con la apertura de la Avenida de Mayo), el antiguo Molino Harinero, el circo Buckingham Palace, la Antigua Confitería del Molino (que luego debería mudarse y sería renombrada como Nueva Confitería del Molino y conocida como Confitería del Molino) llamada así porque hacia los 1860 allí se encontraba un molino harinero de viento. Aún subsiste el Teatro Liceo pero en 1910 fue demolido el antiguo gran tanque de agua -elevado- que se encontraba frente al mencionado teatro. Merece ser mencionado el gran edificio principal de la Biblioteca del Congreso que hasta los 1990 fue la sede central de la llamada Caja Nacional de Ahorro Postal y Seguros. En medio de la plaza se encontraba instalado un tanque de aguas corrientes, con una capacidad de 1100 metros cúbicos.

### Plaza del Congreso

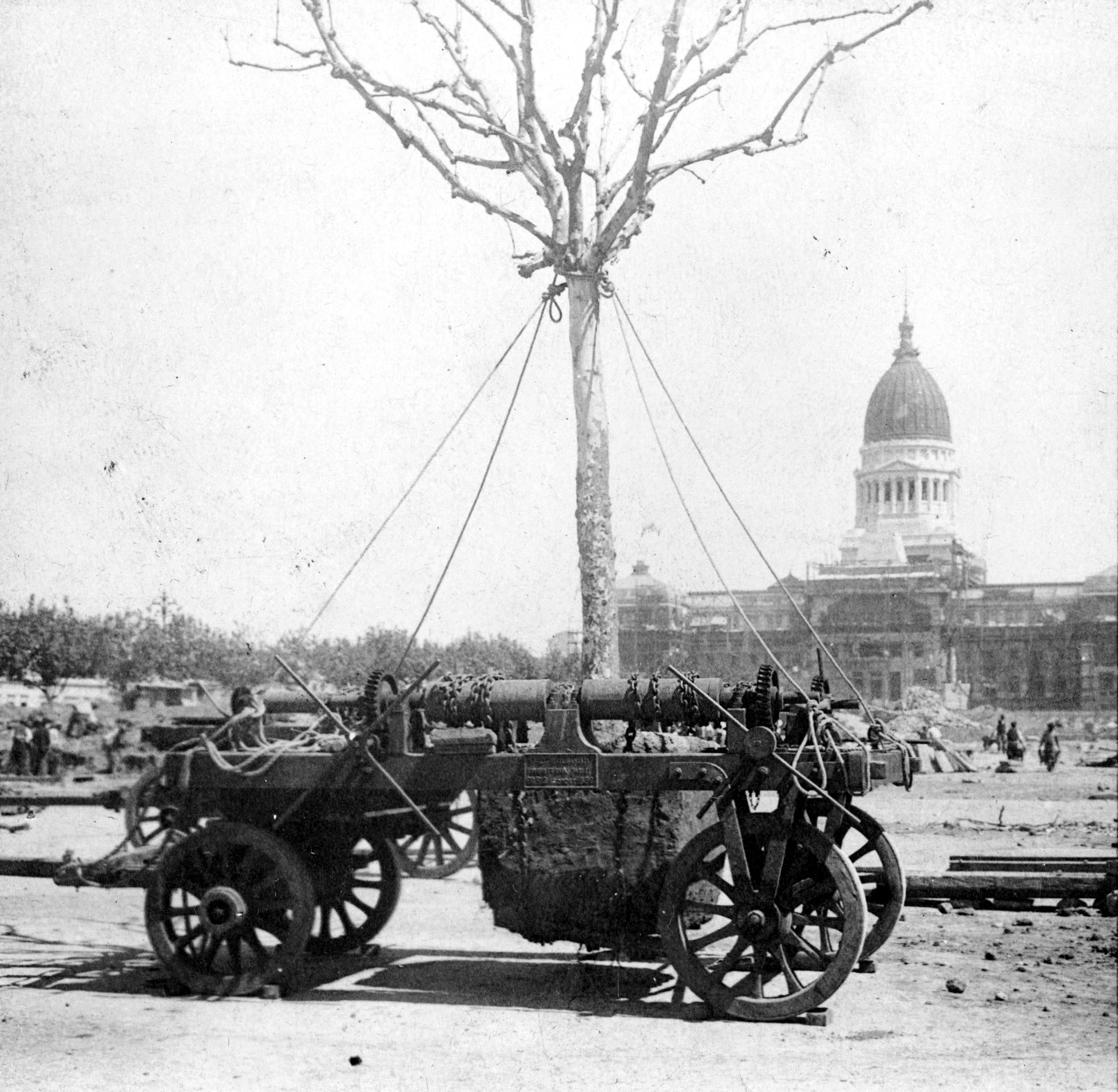
Construcción de la Plaza del Congreso, proyecto de Carlos Thays.

La Plaza del Congreso fue proyectada mediante la Ley Nacional 6.286, sancionada el 30 de septiembre de 1908. La Ley establecía en su artículo 2º la creación de un Parque constituido por la Plaza Lorea y la nueva Plaza del Congreso a construirse entre las calles Entre Rïos, Victoria (actualmente H. Yrigoyen), Rivadavia y la plaza antes mencionada.
Varios proyectos fueron presentados, incluidos los de Carlos Thays y Joseph Bouvard, que presentó un proyecto de plaza seca alrededor del Palacio del Congreso. Pero el proyecto no fue tenido en cuenta debido a que debían realizarse mayores expropiaciones y las diagonales congestionarían en tránsito.
El proyecto elegido fue el de Thays, y respetaba un petitorio firmado por los vecinos en 1893 que pedía que no se mutile la Plaza Lorea. Para 1909 había un paseo a través de las plazas hacia el Palacio del Congreso, siguiendo la traza de la Avenida de Mayo, y todavía no habían sido retiradas las columnas de alumbrado de la traza original de la avenida.
La obra fue finalizada en enero de 1910, y quedó determinada por una Plaza Lorea dividida en dos, con esculturas y jardines estilo francés, una plaza intermedia con un estanque y un monumento a erigirse —que finalmente sería una réplica a partir del molde original y firmada de El Pensador— y una gran plaza cívica con una pileta central y canteros a los lados.
El acto de inauguración fue realizado por el intendente Manuel Güiraldes, seguido por un discurso del Presidente José Figueroa Alcorta. Se realizó un desfile militar entre la Casa Rosada y el Palacio del Congreso, al que concurrieron el expresidente de Brasil, Manuel Ferraz de Campos Sales, el presidente de Chile, Pedro Montt, la infanta Isabel de Borbón y Borbón y el político francés Georges Clemenceau.
El diseño de las plazas se mantiene hasta 1968, cuando se estableció la mano única. Se construyó una curva que une la Avenida de Mayo con la Avenida Rivadavia, uniendo el sector sur de la Plaza Lorea con el sector este de la Plaza del Congreso, donde se encontraba El Pensador, quedando separada por la curva el sector norte de la Plaza Lorea.
La ordenanza municipal 32.263 estableció las siguientes divisiones: el sector norte de la Plaza Lorea mantendría el nombre de Plaza Lorea, el sector sur de la antigua plaza pasaría a llamarse Plaza Mariano Moreno, y la Plaza del Congreso tendría una parte este, que abarca desde la Plaza Mariano Moreno a la calle Virrey Cevallos, y una parte oeste que abarca de la calle Virrey Cevallos a la avenida Entre Ríos.
En 1997 la Plaza del Congreso, la Plaza Lorea y su entorno inmediato, y la Plaza Mariano Moreno fueron declarados lugar histórico nacional.

### Arreglos durante el nuevo milenio
Hacia comienzos del año 2006 comenzó un proceso de restauración de la plaza. Entre las mejoras se contó la reparación de las veredas y la adición de espacios para la recreación de niños y un canil para evitar que los paseadores de perros utilizaran el resto de la plaza. El monumento de los Dos Congresos fue restaurado en su totalidad, recuperándose su fuente, restaurando las piezas de bronce que habían sido robadas y limpiando la totalidad de la superficie de pintadas (frecuentes durante las marchas y «piquetes» al Congreso). En la actualidad el monumento está rodeado por una cerca perimetral de tres metros de altura que evita que los manifestantes vandalicen la estructura. El 15 de septiembre de 2017 se dieron por terminadas varias obras de puesta en valor de la plaza del Congreso, que incluyeron también la plaza Mariano Moreno y la plaza Lorea por 59 millones de peso, sumando 7686 metros m² de espacio verde en la Plaza del Congreso, 5311 m² en la Plaza Moreno y 1179 m² en la Plaza Lorea.

## Monumentos

### El Pensador

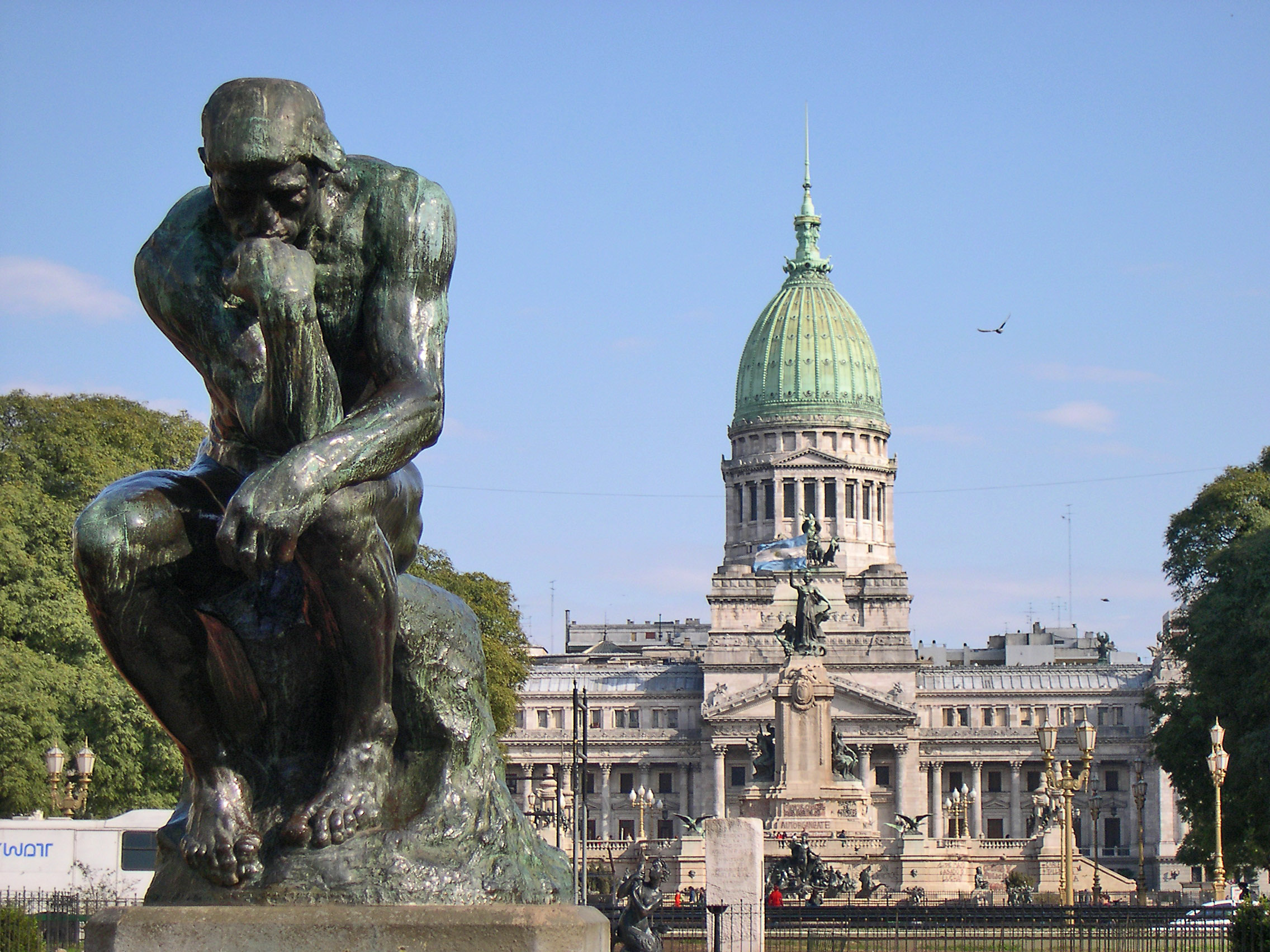
El Pensador, obra del genial Rodin.

La escultura de El Pensador inaugurada en noviembre de 1907, es una de las dos esculturas fundidas en el molde original de la bella y célebre escultura por el mismo Auguste Rodin y firmadas por él: por este motivo, y al ser también obras del mismo Rodin, la crítica de arte no las considera estrictamente réplicas sino variantes originales. Elaborada en bronce patinado, representa a un hombre en actitud pensante con el mentón apoyado en su mano derecha cerrada y su brazo izquierdo descansando sobre su pierna izquierda: las piernas están tensas –en ellas se notan nervaduras–, como ocurre en alguien que está pensando algo con emotividad e intensidad.

### Monumento aMariano Moreno

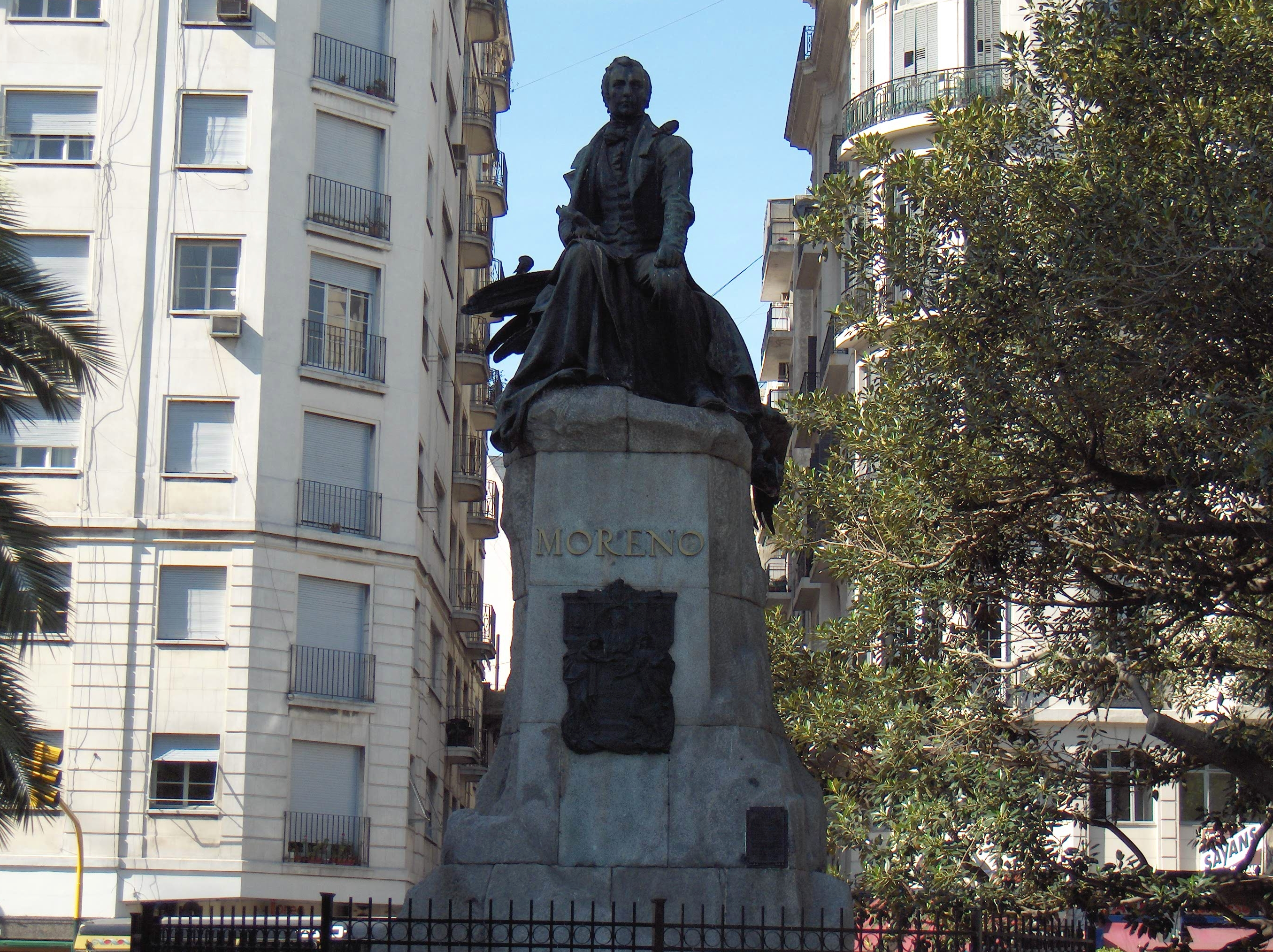
Monumento a Mariano Moreno vecino a Plaza Lorea -ángulo Noreste de la Plaza del Congreso.

Monumento en homenaje al prócer (1778-1811), Secretario de la Primera Junta en 1810; realizado por el escultor español Miguel Blay y Fábregas e inaugurado el 1 de octubre de 1910. Su figura está elaborada en bronce, y se encuentra sobre una base de mampostería que imita una montaña. Por detrás de la estatua un cóndor abre sus alas por debajo, simbolizando la altura del pensamiento del estadista. Se emplazó en la Plaza que lleva su nombre. Antes de 1975, ese sector era parte de la Plaza Lorea.

### El Perdón
Es una obra de mármol realizada en 1896 por el escultor francés Juan Eugenio Boverie. Estaba ubicado en el cuadro central del jardín, en la zona Este de la Plaza del Congreso. En 1991 fue trasladado al Parque Avellaneda cuando fueron rediseñados los jardines.

### Monolito delkilómetro cero

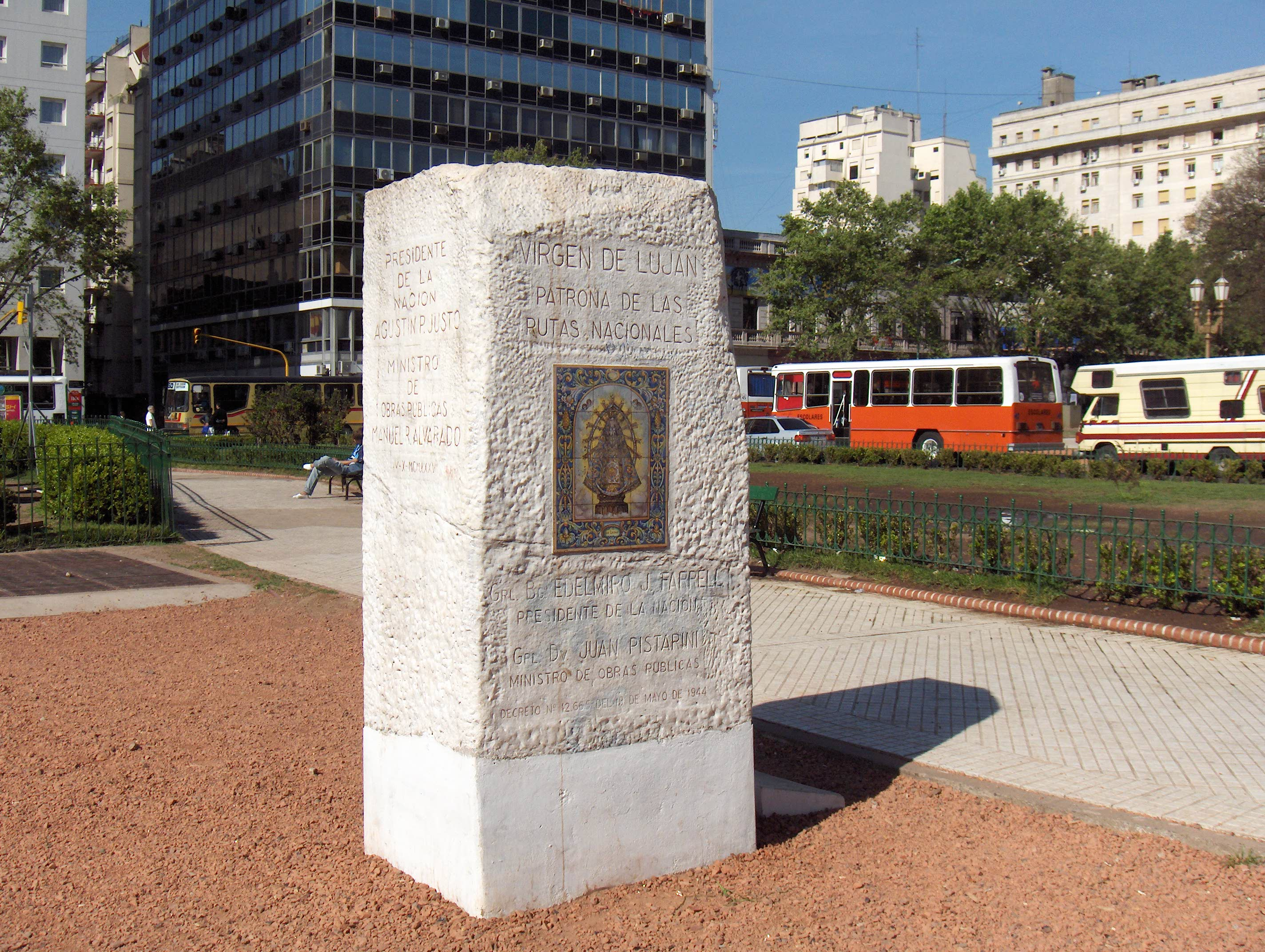
Monolito del Kilómetro 0, sobre la Plaza Mariano Moreno.

Obra de los hermanos Máximo y José Fioravanti, en realidad está situado en la Plaza Mariano Moreno, que es vecina a la Plaza del Congreso, pero erróneamente se suele decir que está en la Plaza del Congreso.
Originalmente, el 2 de octubre de 1935 fue ubicado sobre la zona norte de la Plaza Lorea, pero debido a un decreto fue trasladado a su ya mencionada ubicación el 18 de mayo de 1944. En su cara norte está grabada la Virgen de Luján, en la cara sur un mapa en relieve de la República Argentina, al oeste placas en homenaje a José de San Martín y al este placas con la fecha del decreto y el nombre de las autoridades.

### Monumento deRicardo Balbín
Realizada por el escultor Raúl Cano, se encuentra en la Plaza del Congreso y fue inaugurada el 9 de septiembre de 1999.

### Monumento aJosé Manuel Estrada
Ubicado en la Plaza Lorea y realizado por Héctor Rocha, fue inaugurado el 9 de noviembre de 1947.

### Monumento de los dos Congresos

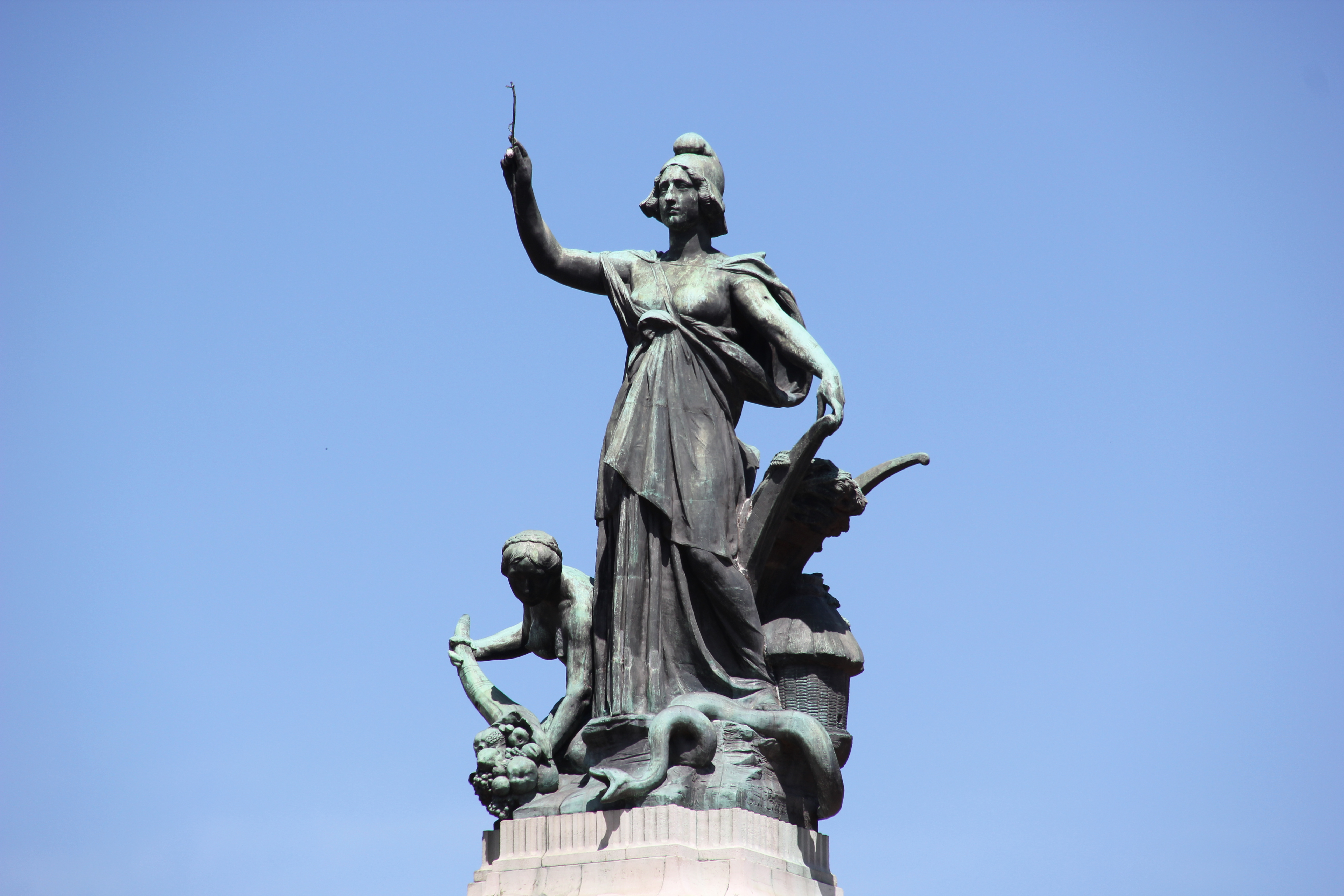
Alegoría de "La República".

Está ejecutado en piedra de Nancy y sus figuras son de bronce patinado. Obra de los belgas D'Huique y Jules Lagae, fue inaugurado el 9 de julio de 1914.
Está rodeado por una escalinata que da acceso a la plataforma, en la cual se erige el monumento coronado por una estatua que representa La República con un ramo de laurel en una mano y apoyando la otra en la guía de un arado, a sus pies se encuentran las serpientes de los males y otra figura que representa el Trabajo. A los lados se encuentran las figuras complementarias que representan la Asamblea del Año XIII y el Congreso de Tucumán.
La plataforma oriental se encuentra rodeada por una fuente con grandes surtidores, cuyos chorros de agua suelen ser iluminados de noche, entre los que aparecen esculturas de caballos rodeadas por cóndores de bronce y rondas equidistantes de niños que representan la Paz. La fuente se extiende hacia el este, y representa al Río de la Plata. Cuatro escalones más arriba hay otro estanque con dos figuras de bronce, que representan los afluentes del río, el río Uruguay y el río Paraná. El estanque está rodeado de esculturas de animales de la fauna nacional y en su centro surge un conjunto escultórico construido en bronce.

### Monumento aAlfredo Palacios
El decreto para una escultura dedicada a Alfredo Palacios en la parte este de la plaza (a pocos metros de El Pensador) fue aprobado a mediados de los 1980 y fue inaugurado el 16 de mayo de 2013 a las 10:30. Esta presentación en sociedad de la escultura fue realizada por las autoridades del Partido Socialista y encabezado por el senador Rubén Giustiniani quien impulsó la ley para lograr este reconocimiento al dirigente socialista.